# Musée Harzallah de la photographie
Le musée Harzallah de la photographie est un musée situé à Monastir en Tunisie.

## Historique
Le musée est fondé par le photographe de presse Amor Abadah Harzallah en 2017. Une bibliothèque de 1 500 ouvrages spécialisés en photographie s'y trouve également.

## Collection
Les collections contiennent 900 appareils photographiques illustrant les progrès techniques dans le domaine, d'innombrables cartes postales anciennes sur la Tunisie, ainsi que des photographies réalisées par le fondateur du musée.